# Wulkan (film 2011)
Wulkan (isl. Eldfjall) – islandzko-duński dramat filmowy z 2011 roku w reżyserii Rúnara Rúnarssona. Film był nominowany do nagrody Edda w 14 kategoriach i zdobył łącznie pięć statuetek. Był oficjalnym islandzkim kandydatem do Oscara dla najlepszego filmu nieanglojęzycznego, ale ostatecznie nie otrzymał nominacji.

## Zarys fabuły
Film przedstawia problematykę eutanazji. Głównym bohaterem filmu jest Hannes, odchodzący na emeryturę po 37 latach pracy w szkole na stanowisku woźnego. Jest on przedstawiony jako człowiek zgorzkniały, który ciągle nie może pogodzić się z tym, że po wybuchu wulkanu Eldfell i opuszczeniu wyspy musiał zmienić tryb swojego życia z rybackiego na mieszczański. Po udarze mózgu jego żony zmienia swoje surowe nastawienie wobec rodziny i nawiązuje z nią bliższe relacje. Zabiera żonę ze szpitala i wykonuje przy niej prace pielęgniarskie, w końcu uśmierca ją, nie potrafiąc złagodzić jej cierpień.

## Problem konfliktu pokoleń
Tytułowy wulkan odnosi się nie tylko do wydarzeń sprzed kilkudziesięciu lat, ale również do introwertycznego charakteru głównego bohatera, którego stać na gorące uczucia. W szerszym ujęciu zamknięcie się na ciepłe relacje z rodziną interpretować można jako konsekwencje zerwania z tradycyjnym życiem i niechęć do nowoczesności. Z kolei pogodzenie się z nią i tworząca się więź Hannesa z wnukiem to zamknięcie uwypuklanego w islandzkiej kinematografii antagonizmu między bliską starszemu pokoleniu wsią i związanym z młodością nowoczesnym miastem. Sposób ukazania kolei losu jest odarty z poetyckości w kierunku eksponowania fizjologii starości i śmierci.

## Obsada
- Theódór Júliusson jako Hannes
- Margrét Helga Jóhannsdóttir jako Anna
- Auður Drauma Bachmann jako Tinna
- Þorsteinn Bachmann jako Ari
- Benedikt Erlingsson jako Pálmi
- Elma Lísa Gunnarsdóttir jako Telma
- Jóhann Sigurðarson jako Bragi
- Ágúst Örn B. Wigum jako Kári

Źródła: